# Погвіздув (Підкарпатське воєводство)
Погвіздув (пол. Pogwizdów) — село в Польщі, у гміні Чорна Ланьцутського повіту Підкарпатського воєводства.
Населення — 1144 особи (2011).
У 1975-1998 роках село належало до Ряшівського воєводства.

## Демографія
Демографічна структура станом на 31 березня 2011 року:
|          | Загалом | Допрацездатний вік | Працездатний вік | Постпрацездатний вік |
| -------- | ------- | ------------------ | ---------------- | -------------------- |
| Чоловіки | 557     | 139                | 378              | 40                   |
| Жінки    | 587     | 143                | 349              | 95                   |
| Разом    | 1144    | 282                | 727              | 135                  |